# Serie animate televisive del 2019
Questa è la lista delle serie animate televisive trasmesse sulle reti televisive di tutto il mondo nel o dal 2019.
| Titolo                              | Episodi | Paese di origine                                           | Anno      | Canale                   | Note |
| ----------------------------------- | ------- | ---------------------------------------------------------- | --------- | ------------------------ | ---- |
| Nina and the Guardians              | 26      | Brasile (bandiera)                                         | 2019-2020 | Nat Geo Kids Cozi TV     |      |
| Carmen Sandiego                     | 33      | Canada (bandiera) · Stati Uniti (bandiera)                 | 2019      | Netflix                  |      |
| Charlie's Colorforms City           |         | Canada (bandiera) · Stati Uniti (bandiera)                 | 2019      | Netflix                  |      |
| Corn & Peg                          | 40      | Canada (bandiera)                                          | 2019      | Nick Jr., Treehouse TV   |      |
| Molly of Denali                     | 6669    | Canada (bandiera) · Stati Uniti (bandiera)                 | 2019      | PBS Kids, CBC Television |      |
| Peanuts                             |         | Canada (bandiera) · Stati Uniti (bandiera)                 | 2019      | Apple TV+                |      |
| Xavier Riddle and the Secret Museum | 37      | Canada (bandiera)                                          | 2019      | PBS Kids                 |      |
| Gigantosaurus                       | 74      | Francia (bandiera)                                         | 2019      | Disney Junior            |      |
| Mr. Magoo                           | 78      | Francia (bandiera) · Stati Uniti (bandiera)                | 2019      | France 3, Universal Kids |      |
| Filly Funtasia                      | 13      | Hong Kong (bandiera) · Spagna (bandiera) · Cina (bandiera) | 2019-2020 | Frisbee, iQiyi           |      |
| YooHoo to the Rescue                | 52      | Italia (bandiera) · Corea del Sud (bandiera)               | 2019      | Netflix                  |      |
| 101 Dalmatian Street                | 20      | Gran Bretagna (bandiera) · Canada (bandiera)               | 2019-2020 | Disney Channel           |      |
| Moominvalley                        | 13      | Gran Bretagna (bandiera) · Finlandia (bandiera)            | 2019      | YLE, Sky One             |      |
| Pinky Malinky                       | 28      | Gran Bretagna (bandiera) · Stati Uniti (bandiera)          | 2019      | Netflix, Nickelodeon     |      |
| Alien News Desk                     |         | Stati Uniti (bandiera)                                     | 2019      | Syfy                     |      |
| Amphibia                            |         | Stati Uniti (bandiera)                                     | 2019      | Disney Channel           |      |
| Archibald's Next Big Thing          |         | Stati Uniti (bandiera)                                     | 2019      | Netflix                  |      |
| Bless the Harts                     |         | Stati Uniti (bandiera)                                     | 2019      | Fox                      |      |
| Care Bears: Unlock the Magic        | 48      | Stati Uniti (bandiera)                                     | 2019      | Boomerang                |      |
| The Casagrandes                     |         | Stati Uniti (bandiera)                                     | 2019      | Nickelodeon              |      |
| Close Enough                        |         | Stati Uniti (bandiera)                                     | 2019      | TBS                      |      |
| DC Super Hero Girls                 |         | Stati Uniti (bandiera)                                     | 2019      | Cartoon Network          |      |
| Glitch Techs                        |         | Stati Uniti (bandiera)                                     | 2019      | Nickelodeon              |      |
| Go! Go! Cory Carson!                |         | Stati Uniti (bandiera)                                     | 2019      | Netflix                  |      |
| Green Eggs and Ham                  |         | Stati Uniti (bandiera)                                     | 2019      | Netflix                  |      |
| Harley Quinn                        |         | Stati Uniti (bandiera)                                     | 2019      | DC Universe              |      |
| Infinity Train                      |         | Stati Uniti (bandiera)                                     | 2019      | Cartoon Network          |      |
| The Last Kids on Earth              |         | Stati Uniti (bandiera)                                     | 2019      | Netflix                  |      |
| Lazor Wulf                          |         | Stati Uniti (bandiera)                                     | 2019      | Adult Swim               |      |
| Mini Beat Power Rockers             |         | Argentina (bandiera)                                       | 2019      |                          |      |
| Micronauts                          |         | Stati Uniti (bandiera)                                     | 2019      |                          |      |
| Pony                                |         | Stati Uniti (bandiera)                                     | 2019      | Nickelodeon              |      |
| Rainbow Butterfly Unicorn Kitty     | 26      | Stati Uniti (bandiera)                                     | 2019      | Nickelodeon, Nicktoons   |      |
| Scooby-Doo and Guess Who?           |         | Stati Uniti (bandiera)                                     | 2019      | Boomerang                |      |
| Thundercats Roar                    |         | Stati Uniti (bandiera)                                     | 2019      | Cartoon Network          |      |
| Tigtone                             | 10      | Stati Uniti (bandiera)                                     | 2019      | Adult Swim               |      |
| Transformers: Rescue Bots Academy   | 52      | Stati Uniti (bandiera)                                     | 2019      | Discovery Family         |      |
| Twelve Forever                      |         | Stati Uniti (bandiera)                                     | 2019      | Netflix                  |      |
| Undone                              |         | Stati Uniti (bandiera)                                     | 2019      | Amazon Video             |      |
| Clifford the Big Red Dog            | 139     | Stati Uniti (bandiera)                                     | 2019      | Amazon Prime, PBS Kids   |      |
| Victor and Valentino                |         | Stati Uniti (bandiera)                                     | 2019      | Cartoon Network          |      |
| Where's Waldo?                      |         | Stati Uniti (bandiera)                                     | 2019      | Universal Kids           |      |
| Wizards: Tales of Arcadia           |         | Stati Uniti (bandiera)                                     | 2019      | Netflix                  |      |
| Wonder Park                         |         | Stati Uniti (bandiera)                                     | 2019      | Nickelodeon              |      |